# 裴敬思
裴敬思（英語：Edward Carter Perkins，1875年7月11日—1958年10月30日），美以美会来华医疗传教士。他用自己的财产在江西九江开办了生命活水医院（Water of Life Hospital），担任医院院长近三十年。

## 早年经历
裴敬思是美国康涅狄格州首府哈特福德市人，生于1875年7月11日，父亲爱德华·亨利·帕金斯（Edward Henry Perkins），母亲玛丽·伊芙琳·德怀特（Mary Evelyn Dwight）。裴敬思的家族在当地极有名望，他的祖父和父亲均为银行家，不过他的父亲在他很小的时候就去世了，是母亲将他和他哥哥两人抚养长大。
1898年，裴敬思从耶鲁大学获得文学士学位。之后，他进入哥伦比亚大学学习法律，1901年结束了在那里的学习。1904至1905年间，他的信仰发生了转变，他脱离公理会，加入美以美会，并决心成为一名医疗传教士。为此，他先后进入马里兰大学和哥伦比亚大学医学院学习。1910年从哥伦比亚大学获得医学学位后，他到中国旅行，期间，他第一次来到江西九江。而后，他在纽约市圣路加医院工作两年，又赴伦敦热带医学院学习一年。

## 开办生命活水医院
1913年，裴敬思加入美以美会江西布道会，正式开始医疗传教生涯。他先在金陵大学华言学堂学习中文，之后他来到九江做医疗传教工作，筹备建立一所医院。因为他喜爱《圣经》中的“愿意的，都可以白白取生命的水喝。”（启示录 22:17），所以他将医院命名为生命活水医院（Water of Life Hospital）。1916年6月15日，裴敬思和纽约州扬克斯市的乔治娜·迈克唐纳德·菲利普（Georgina MacDonald Phillip）在新娘的家乡结婚。结婚后，由于金陵大学医院急需人手，裴敬思在那里工作了一段时间，同时继续为九江的医院做筹备。1918年9月20日，生命活水医院成立。裴敬思担任医院院长，以他个人的财产支持医院建设、维持医院运行。九江镇守使邓如琢在医院致辞时说到：“为了一项事业，有些人选择出钱，另一些人则选择出力，而裴医生是出钱又出力。”在教职方面，他1920年受按为副牧，1929年受按为长牧。
当抗日战争的战火烧至九江，医院积极收治伤员，救济难民。大平洋战争爆发数月后，裴敬思夫妇被遣送回美国，医院为日军占用。1946年，虽然已过了退休年龄，裴敬思回到九江，重开生命活水医院。
1949年，解放军渡江后，新政府逐步收紧对外国传教活动的限制。1950年底，九江政府命令裴敬思夫妇等传教士离开。次年，生命活水医院被政府接管，后改名为九江市第一人民医院。

## 继续医疗传教工作
回到美国后，裴敬思一度前往美国田纳西州一处山区做医疗服务。1954年，虽已年近八旬，他接受黄安素会督的邀请，到台北开设生命活水诊所。1957年底，他终因年老体衰而回国。

## 去世
1958年10月30日，裴敬思病逝于家乡，享年83岁。他的妻子在三年后去世，享年78岁。